# Tennistoernooi van Washington 2018
|                                               |  |                                         |
| Svetlana Koeznetsova, winnares bij de vrouwen |  | Alexander Zverev, winnaar bij de mannen |

Het tennistoernooi van Washington van 2018 werd van 30 juli tot en met 5 augustus 2018 gespeeld op de hardcourtbanen van het William H.G. FitzGerald Tennis Center in Rock Creek Park in de Amerikaanse federale hoofdstad Washington D.C. De officiële naam van het toernooi was Citi Open.
Het toernooi bestond uit twee delen:
- WTA-toernooi van Washington 2018, het toernooi voor de vrouwen
- ATP-toernooi van Washington 2018, het toernooi voor de mannen

## Toernooikalender
| Washington        | juli     | juli     | augustus 2018 | augustus 2018 | augustus 2018 | augustus 2018 | augustus 2018 | augustus 2018 | augustus 2018 |
| Washington        | maa 30   | din 31   | woe 1         | woe 1         | don 2         | don 2         | vrij 3        | zat 4         | zon 5         |
| ----------------- | -------- | -------- | ------------- | ------------- | ------------- | ------------- | ------------- | ------------- | ------------- |
| vrouwenenkelspel  | 1e ronde | 1e ronde | 1e ronde      | 1e ronde      | 2e ronde      | 2e ronde      | kwartfinale   | halve finale  | finale        |
| vrouwendubbelspel | 1e ronde | 1e ronde | 1e ronde      | 1e ronde      | 2e ronde      | 2e ronde      | halve finale  | finale        |               |
| mannenenkelspel   | 1e ronde | 1e ronde | 2e ronde      | 2e ronde      | 2e ronde      | 3e ronde      | kwartfinale   | halve finale  | finale        |
| mannendubbelspel  |          | 1e ronde | 1e ronde      | 1e ronde      | 1e ronde      | 1e ronde      | kwartfinale   | halve finale  | finale        |

ATP-toernooi van Washington‎ – WTA-toernooi van Washington‎

2012 · 2013 · 2014 · 2015 · 2016 · 2017 · 2018 · 2019 · 2020 · 2021 · 2022 · 2023 · 2024